# Кремиковци (компания)
 Тази статия е за компанията.  За квартала на София вижте Кремиковци.  За района на Столичната община вижте Кремиковци (район).
„Кремиковци“ е най-голямата металургична компания в България между 1963 и 2009 г.
След прехода на България към пазарна икономика е приватизирана. През 1999 г. държавната компания е продадена на българската фирма „Дару Металс“ за 1 долар. През 2005 г. „Дару Металс“ продава предприятието на индийския предприемач Прамод Митал за 110 милиона долара. През 2008 г. компанията банкрутира и преустановява дейността си през 2009 г.

## История
Развиването на стоманодобивна индустрия е част от стремежа на правителството да извърши промишлена революция в Народна република България, като преобърне аграрната насоченост на икономиката. Като основен мотив е изтъкнато „подобряването на класовия състав сред населението на столицата“. Този довод надделял над всички предупреждения, че комбинатът щял да замърси въздуха и да прахосва питейната вода на София.

### Социалистически гигант
Решението за създаване на Металургичен комбинат „Кремиковци“ на базата на Кремиковското железнорудно находище е взето на Априлския пленум на Централния комитет на Българската комунистическа партия през 1956 година. Това става въпреки възраженията на български и съветски специалисти за смесения състав на кремиковската желязна руда и липсата на адекватна технология за използването ѝ, както и отдалечеността на стотици километри от пристанищата. Проектът е реализиран само с активния натиск на диктатора Тодор Живков върху съветското правителство, което осигурява технологията на комбината. Като аргумент за започването на проекта се сочи, че извличаните от рудата барит и олово ще са достатъчни, за да осигурят рентабилността на завода – нещо, което се оказва невъзможно.
Строителството на комбината започва през 1960 година. В хода на изграждането първоначално планираният капацитет е увеличен, а сроковете за завършване са съкратени в духа на провежданата по това време от Живков политика на стопански „скок“ по модела на китайския Голям скок напред. След края на комунистическия режим самият Живков ще признае, че създаването на комбината е грешка, и ще приписва увеличения му капацитет на съветски натиск.
През 1963 година влизат в експлоатация първите производствени мощности, започва производството на кокс и чугун. През 1964 година започва производството на металургичен агломерат, а до 1969 г. – на електростомана, конверторна стомана, фероманган, горещовалцувана ламарина, електрозаварени тръби и студено огънати профили, безшевни тръби и бетонно желязо. През 70-те години влизат в експлоатация станове и цехове за производство на студеновалцувана ламарина, за горещо поцинковане, на покалаена ламарина (бяло тенеке) и на ламарина с пластмасово покритие (металопласт).
През 1979 година комбинатът се преименува на Стопански металургичен комбинат (СМК) „Кремиковци“, а през 1982 година – на СМК „Леонид Илич Брежнев“. През 1987 година той става Технологично-металургичен комбинат „Л. И. Брежнев“, а от 1988 година отново е Металургичен комбинат „Кремиковци“. През 1989 г. се регистрира като Държавна фирма „Кремиковци“ със седалище в София, квартал „Ботунец“. С Решение на Министерския съвет през 1991 година се преобразува в ЕАД, а след 1995 година започва приватизацията му.
От създаването си „Кремиковци“ е нерентабилно предприятие, съществуващо за сметка на значителни дотации от държавния бюджет. Капацитетът му значително надхвърля потреблението в страната, произвежданият от него нискосортов прокат има ниска добавена стойност, а в същото време се налага внос на скъпи висококачествени метали. След 1970 година неколкократно се взимат политически решения за реконструкция на комбината за повишаване на неговата ефективност, но те така и не са реализирани на практика.

### Частна компания
През 1999 г. 71% от капитала на дружеството са закупени от българската фирма „Дару металс“ за символичната цена от 1 долар (по-късно фирмата се преименува на Финметалс холдинг).
По-голяма част от продукцията си компанията изнася за страни от Европейския съюз, Турция, някои бивши югославски републики, както и в САЩ и Китай. Печалбата на предприятието за 2003 г. е 120 милиона лева, а за 2004 г. – 80 милиона лева
През януари 2005 година „Кремиковци“ закупува 70% от Завода за производство на ламарина с полиестерно покритие Леминд ФПЛ в сръбския град Лесковац (Лесковъц), с което удвоява своя капацитет за производство на ламарина с полиестерно покритие до 72 хил. тона годишно. В края на март Кремиковци Леминд започна успешно първото си пробно производство след приватизацията. През април 2005 г. „Кремиковци“ закупува и косовския завод за поцинкована ламарина „Ламкос“.
В управлението на Финметалс през 2004 г. влизат индийците Сангита Митал, Вилас Вишну Джамнис, Субаш Чандра Махешуари и Прамод Митал. На 20 април 2005 г. става известно, че акционерите на „Финметалс холдинг“ са сключили предварително споразумение с „Глобъл стийл холдинг лимитид“ (Global Steel Holdings Limited), според което компанията на Митал възнамерява да купи в пълен размер капитала на „Финметалс холдинг“. През август 2005 г. Финметалс холдинг е закупена от Global Steel Holdings Limited, част от Ispat Industries.
В протокол към Договора за присъединяване на България към ЕС се съдържат изисквания за преструктуриране на българската стоманодобивна индустрия, обусловени от преходно споразумение за отпускане на държавна помощ, въпреки че тя е изрично забранена по законите на ЕС. За отпускането на тази помощ са определени стриктни условия, особено за постигане на жизнеспособност и за опазване на околната среда. Периодът на преструктуриране е определен до 2006 г. и удължен до 2008 г., като ЕК извършва периодичен мониторинг и представя доклади за това.
Кремиковци е най-големият промишлен замърсител на въздуха на град София. Заради замърсяванията над определената от закона норма на компанията многократно са налагани глоби. След спирането на комбината основен замърсител с прах и азотни оксиди в града остава автомобилното движение и отоплителните централи.

### Банкрут
Според мониторингов доклад от 2008 за преструктурирането на стоманодобивната индустрия в България и Румъния нивото на производителност в Кремиковци е 30% от производителността на сравними европейски стоманодобивни заводи и това оказва отрицателен ефект върху бизнеса на компанията.
Към средата на 2008 г. положението е влошено до такава степен, че предприятието не е в състояние да обслужва дълговете си и е открито производство по несъстоятелност.
От месец декември 2008 работата в голяма част от предприятието практически е спряна, а основните мощности се поддържат в режим на безопасна готовност. Правителството и синдиците на комбината трескаво търсят нов инвеститор, оператор или алтернативи за финансиране и продължаване на работата, но без успех. В комбината не се изплащат заплати, както и не се заплаща разходваният ежедневно газ. Това довежда до допълнителни дългове, социално напрежение и непрекъснати протести от страна на металурзите.
На 15 май 2009 е прекъснато газоподаването към комбината. Спрени са коксохимичните мощности, за които е необходимо непрекъснато газоподаване. Спирането на коксохимическия завод е необратимо – работата му не може да бъде възобновена. Според пресата и формираното обществено мнение така завинаги е премахнат един от най-големите замърсители на въздуха в софийското поле.
В края на 2010 година назначени от съда синдици се опитват да продадат активите му, за да покрият поне част от задълженията към кредитори. След няколко търга, на които не участват кандидати, на 14 април 2011 година част от активите са продадени за 316 милиона лева на Елтрейд къмпани ЕООД, новоучредено предприятие, свързвано с водещия търговец на вторични суровини Надин. Основната част от финансирането на сделката идва от Първа инвестиционна банка.
Според последния доклад на ЕК от мониторинга главните причини за неуспеха на дружеството в постигането на жизнеспособност са липсата на капитал за инвестиции в модернизация и липсата на оборотен капитал.